# آنتوان لورن
آنتوان لورن (انگلیسی: Antoine Laurain؛ زادهٔ ۱۹۷۲) نویسنده اهل فرانسه است که بیشتر آثار وی به اغلب زبان‌های مهم دنیا ترجمه شده‌است. از کارهای برجسته وی که به فارسی نیز ترجمه شده می‌توان به کتاب‌های کلاه ریس جمهور و همین‌طور دفترچه یادداشت قرمز اشاره داشت.